# Johann M. Baur
| Entdeckte Asteroiden: 14   | Entdeckte Asteroiden: 14 |
| -------------------------- | ------------------------ |
| (3896) Pordenone           | 18. November 1987        |
| (4630) Chaonis             | 18. November 1987        |
| (4637) Odorico             | 8. Februar 1989          |
| (4803) Birkle              | 1. Dezember 1989         |
| (5137) Frevert             | 8. November 1990         |
| (5518) Mariobotta          | 30. Dezember 1989        |
| (14856) 1989 SY131         | 26. September 1989       |
| (19145) 1989 YC            | 25. Dezember 1989        |
| (19976) 1989 TD            | 4. Oktober 1989          |
| (26825) 1989 SB141         | 26. September 1989       |
| (29163) 1989 SF141         | 26. September 1989       |
| (30803) 1989 SG141         | 26. September 1989       |
| (46550) 1989 SZ131         | 26. September 1989       |
| (175661) 1989 SC141        | 26. September 1989       |
| 1 zusammen mit Kurt Birkle |                          |

Johann Martin Baur (* 1930; † 10. Januar 2007 in Monfalcone) war ein deutscher Amateurastronom und Asteroidenentdecker.
Er identifizierte zwischen 1987 und 1990 insgesamt 14 Asteroiden, sechs davon zusammen mit Kurt Birkle.
In den 1980er Jahren gründete er die Sternwarte in Chions und legte damit den Grundstein für die Etablierung der Gruppo Italiano Astrometristi im Jahre 1989.
Der Asteroid (11673) Baur wurde nach ihm benannt.